# Emil Rizk
Emil Rizk (en arabe : اميل رزق) est un boxeur égyptien né le 24 janvier 1970.

## Carrière
Emil Rizk est médaillé de bronze dans la catégorie des poids légers aux Jeux africains du Caire en 1991, s'inclinant en demi-finale contre le Tanzanien Haji Ally Matumla.
Aux Jeux olympiques d'été de 1992 à Barcelone, il est éliminé au premier tour dans la catégorie des poids légers par le Philippin Ronald Chavez (en).